# Oligembia hubbardi
Oligembia hubbardi is een insectensoort uit de familie Teratembiidae, die tot de orde webspinners (Embioptera) behoort. De soort komt voor in de Verenigde Staten (Florida), Bimini en de Bahama's.
Oligembia hubbardi is voor het eerst wetenschappelijk beschreven door Hagen in 1885.